# 30725 Klimov
30725 Klimov è un asteroide della fascia principale. Scoperto nel 1978, presenta un'orbita caratterizzata da un semiasse maggiore pari a 2,4237771 UA e da un'eccentricità di 0,1894716, inclinata di 2,61534° rispetto all'eclittica.
L'asteroide è dedicato al coreografo e produttore sovietico Andrej Andreevich Klimov.